# Haloragodendron lucasii
Haloragodendron lucasii är en slingeväxtart som först beskrevs av Maid. och Betche, och fick sitt nu gällande namn av Anthony Edward Orchard. Haloragodendron lucasii ingår i släktet Haloragodendron och familjen slingeväxter. Inga underarter finns listade i Catalogue of Life.